# Apelles (postać biblijna)
Apelles – żyjąca w I wieku postać biblijna, święty katolicki i prawosławny.
Postać występująca w Nowym Testamencie w Liście do Rzymian apostoła Pawła (Rz 16, 10 (BT)). Nic nie wiadomo o znajomości apostoła z Apellesem. Zaliczany do grona Siedemdziesięciu dwóch wysłańców Jezusa Chrystusa. Według legend, których źródłem były prace Pseudo-Hipolita umieszczony został w synaksarium konstantynopolitańskim. Utożsamiany z biskupem Heraklei, wspominanym w prawosławiu 30 czerwca. W Martyrologium Rzymskim wymieniany jest w grupie pod dniem 21 kwietnia jako pierwszy biskup Smyrny.